# أوتيس غرانت
أوتيس غرانت (23 ديسمبر 1967 في جامايكا - ) هو ملاكم كندي، صنّف ضمن فئة الوزن المتوسط.

## إحصائيات
خاض خلال مسيرته 42 نزالا، فاز في 38 وتعادل في 1 وخسر في 3. فاز بالضربة القاضية في 17 نزالا.

## روابط خارجية
- أوتيس غرانت على موقع بوكس ريك (الإنجليزية) (registration required)
- أوتيس غرانت على موقع قاعة كيبيك للمشاهير الرياضية (الفرنسية)